# Митропольский сельсовет (Тамбовская область)
Митропольский сельсовет — муниципальное образование со статусом сельского поселения в составе Бондарского района Тамбовской области Российской Федерации.
Административный центр — село Митрополье.

## География
Митропольский сельсовет расположен в центральной части Бондарского района, в 8 километрах от районного центра и граничит с землями Пичаевского района.

## История
Образование Митропольского сельсовета датируется мартом 1918 года.
В соответствии с Законом Тамбовской области от 17 сентября 2004 года № 232-З установлены границы муниципального образования и статус сельсовета как сельского поселения.
В соответствии с Законом Тамбовской области от 3 декабря 2009 года № 587-З в состав сельсовета включен упразднённый Малогагаринский сельсовет.

## Население
| 2010  | 2012  | 2013  | 2014  | 2015  | 2016  | 2017  |
| ----- | ----- | ----- | ----- | ----- | ----- | ----- |
| 1542  | ↘1455 | ↘1382 | ↘1293 | ↘1211 | ↘1157 | ↘1088 |
| 2018  | 2019  | 2020  | 2021  |       |       |       |
| ↘1062 | ↘1033 | ↘999  | ↘647  |       |       |       |

## Состав сельского поселения
В состав Митропольского сельсовета входят:
| №  | Населённый пункт | Тип населённого пункта       | Население |
| -- | ---------------- | ---------------------------- | --------- |
| 1  | Горки            | деревня                      | ↘46       |
| 2  | Грибоедово       | село                         | ↘45       |
| 3  | Знаменка         | село                         | ↘8        |
| 4  | Коровино         | село                         | ↘285      |
| 5  | Красный Восток   | посёлок                      | →1        |
| 6  | Малое Гагарино   | село                         | ↘173      |
| 7  | Митрополье       | село, административный центр | ↘370      |
| 8  | Низовка          | деревня                      | ↘74       |
| 9  | Трубниково       | деревня                      | ↘15       |
| 10 | Шача Молоканская | деревня                      | ↘317      |

### Упразднённые населённые пункты
Посёлки Ивановский и Никифоровская Шача.

## Органы власти
Представительный орган — Совет депутатов Митропольского сельсовета, состоит из 9 депутатов, избираемых на муниципальных выборах.

## Учреждения социальной сферы
- Митропольский филиал МОУ «Бондарская средняя школа» на 300 ученических мест, в котором помимо сельсовета располагаются: сельская библиотека, ФАП, филиал Рассказовского ОСБ;
- Шачинский филиал МОУ «Бондарская средняя школа» на 120 ученических мест;
- Митропольский сельский Дом культуры на 120 мест;
- Коровинский сельский Дом культуры на 100 мест;
- Малогагаринский сельский Дом культуры на 60 мест;
- Шачинский сельский Дом культуры на 80 мест;
- Коровинская сельская библиотека;
- Малогагаринская сельская библиотека;
- Шачинская сельская библиотека;
- Малогагаринский фельдшерско – акушерский пункт.

## Экономика
Предприятия АПК : 
- ООО «Бондарское», 2- ое отделение,
- ООО «Росинка»,
- ООО «Нива»,
- ООО «Агродружба»,
- ООО «Новый путь»,
- ООО «Возрождение»,
- Агрофирма «Озерское»